# 金溪镇 (衡阳县)
金溪镇，是中华人民共和国湖南省衡陽市衡阳县下辖的一个乡镇级行政单位。

## 行政区划
金溪镇下辖以下地区：
斋公陀社区、正街社区、金溪村、金门村、大门村、海云村、杨柳村、桂馥村、德声村、洞上村、新中村、小寨村、日吉村、丹竹村、泉水村、兰田村、横江村、凌棚村、三余村、斗山村、桂枝村、登山村、石庙村、石榴村、隆兴村、德江村、上峰村、福桥村、柏青村、磻湖村、坪岭村、荣光村、枫桥村和白沙村。